# Temporada 2024-2025 del Club Joventut Badalona (femení)
La temporada 2024-2025 del Club Joventut Badalona femení és la vuitena temporada en la que el club participa a la màxima categoria nacional, la primera des de que la va perdre la temporada 1970-71.
La Penya disputa aquesta temporada la Lliga Femenina cinquanta-tres anys després de la darrera participació. També disputa la Lliga Catalana Femenina per tercera vegada, ja que també van participar-hi el 1982 i l'any 2022 com a campiones de la Lliga Femenina Challenge, perdent a semifinals davant l'Spar Girona.
Va estar a punt de classificar-se per a disputar la Copa de la Reina al finalitzar la primera volta de la lliga, quedant-se a tan sols una victòria. L'equip sí que va poder classificar-se per a disputar el play-off pel títol de lliga. Li va tocar enfrontar-se amb un València, al que van posar les coses molt difícils però no van poder eliminar, que acabaria guanyant el títol de lliga.
Poc abans d'acabar la temporada, la badalonina Anna Cruz anunciava que es retirava a final de la temporada.

## Plantilla
| Temporada 2024-25 |                    |            |        |                                 |                            |
| #                 | Jugadora           | Posició    | Alçada | Club de procedència             | Temporades al primer equip |
| 4                 | Elise Ramette      | Base       | 1,77   | Cadí La Seu                     | 1                          |
| 5                 | Laura Piera        | Base       | 1,74   | Grand Canyon                    | 4                          |
| 6                 | Helena López       | Escorta    | 1,66   | Embutidos Pajariel Bembibre PDM | 2                          |
| 9                 | Iris Vennema       | Aler       | 1,86   | Azul Marino Viajes Mallorca     | 1                          |
| 10                | Inés Santibáñez    | Base       | 1,72   | Vantage Towers Alcobendas       | 2                          |
| 12                | Alima Dembelé      | Pivot      | 1,86   | IDK Euskotren                   | 2                          |
| 14                | Mariam Coulibaly   | Pivot      | 1,92   | IDK Euskotren                   | 1                          |
| 15                | Anna Cruz          | Escorta    | 1,78   | FC Barcelona CBS                | 1                          |
| 21                | Rebeca Cotano      | Aler pivot | 1,86   | Hozono Global Jairis            | 2                          |
| 23                | Serena-Lynn Geldof | Pivot      | 1,96   | Casademont Zaragoza             | 1                          |

- El fons verd indica que la jugadora s'ha incorporat al primer equip aquesta temporada

### Equip tècnic
| Club Joventut Badalona: equip tècnic 2024-25 |                    |
| Membre                                       | Funció             |
| Jordi Vizcaino                               | Entrenador         |
| Miquel Calderón                              | Entrenador ajudant |
| Kim Gispert                                  | Entrenador ajudant |
| Santi Guillen                                | Delegat            |
| Joan Fuster                                  | Preparadora física |

### Baixes
| Baixes abans de l'inici de temporada |            |                  |        |
| Jugador                              | Pos.       | Data             | Ref.   |
| Nukiya Mayo                          | Aler pivot | 4 juny 2024      | [ 6 ]  |
| Marita Davydova                      | Pivot      | 26 juny 2024     | [ 7 ]  |
| Fatou Pouye                          | Aler pivot | 26 juny 2024     | [ 6 ]  |
| Marina Aviñoa                        | Base       | 10 juliol 2024   | [ 8 ]  |
| Lorena Segura                        | Escorta    | 20 juliol 2024   | [ 9 ]  |
| Mariona Teixidó                      | Aler       | 25 juliol 2024   | [ 10 ] |
| Kayla Wells                          | Aler       | 19 setembre 2024 | [ 11 ] |

| Baixes durant la temporada |         |                  |        |
| Jugador                    | Pos.    | Data             | Ref.   |
| Katarina Zec               | Aler    | 30 desembre 2024 | [ 12 ] |
| Deva Bermejo               | Base    | 28 febrer 2025   | [ 13 ] |
| Delicia Washington         | Escorta | 10 abril 2025    | [ 14 ] |